# Pterolophia vagestriata
Pterolophia vagestriata là một loài bọ cánh cứng trong họ Cerambycidae.